# St. Michael (Beiertheim)

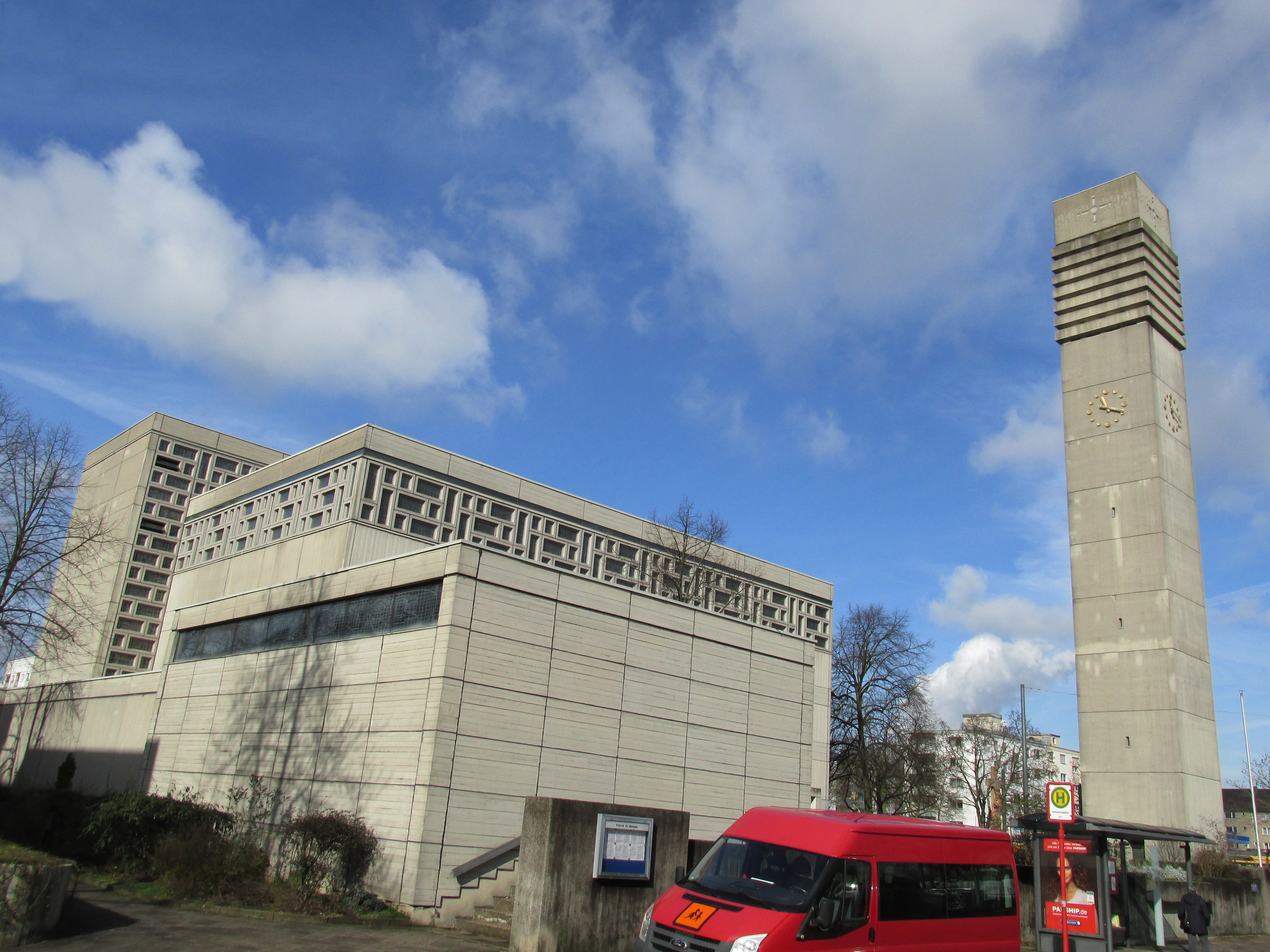
St. Michael in Beiertheim

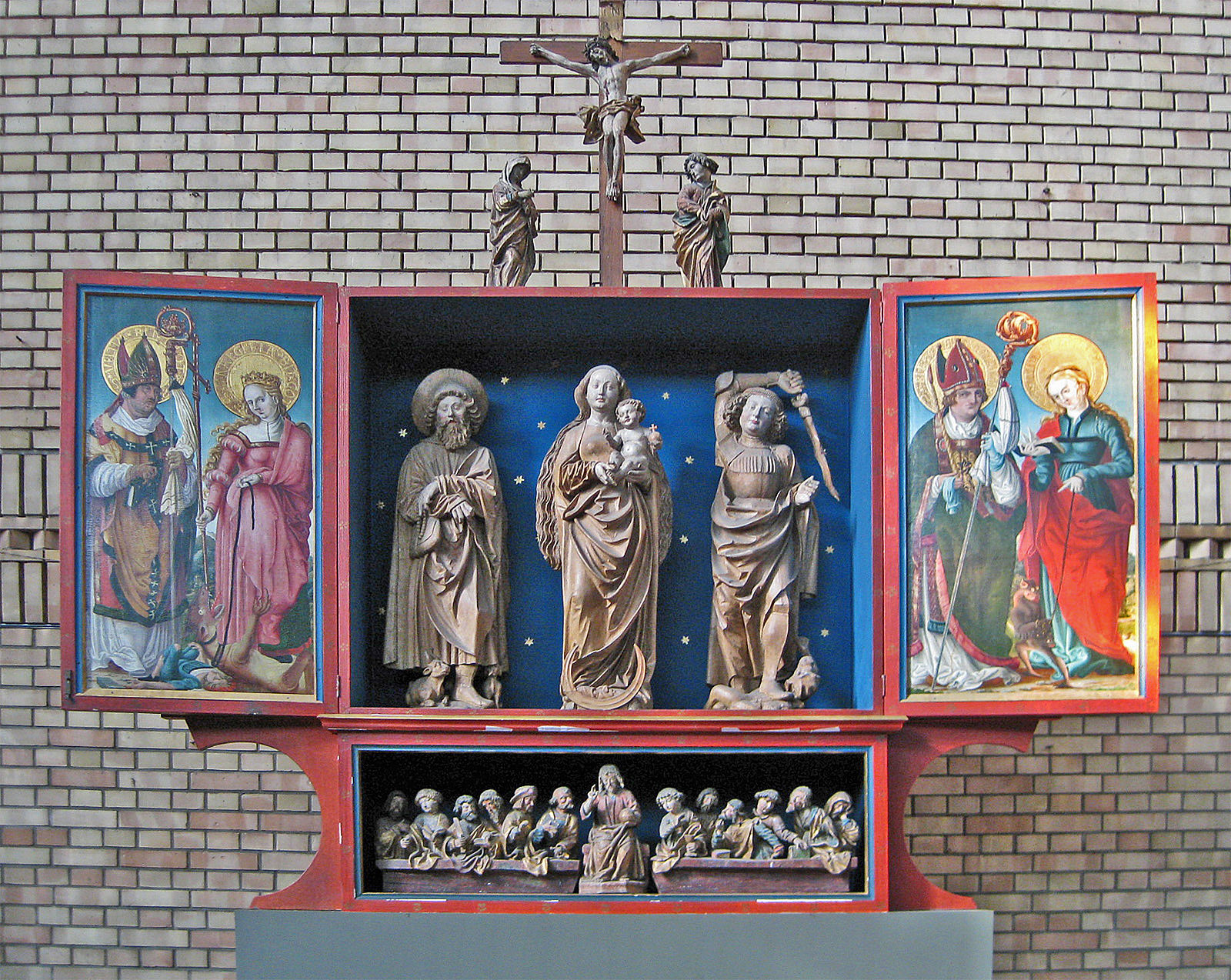
Flügelaltar

Die römisch-katholische Pfarrkirche St. Michael steht im Ortsteil Beiertheim des Stadtteils Beiertheim-Bulach in der kreisfreien Stadt Karlsruhe in Baden-Württemberg. Das Bauwerk ist beim Landesamt für Denkmalpflege Baden-Württemberg als Baudenkmal eingetragen. Die Kirche gehört zur Kirchengemeinde Karlsruhe Alb-Südwest St. Nikolaus im Dekanat Karlsruhe des Erzbistums Freiburg.

## Geschichte
Die Kirche St. Michael hat einen Vorläuferbau in einer Michaelskapelle. Erst 1911 wurde Beiertheim eine eigene Kirchengemeinde zugestanden, zuvor gehörten die Katholiken zur Kirchengemeinde Bulach. Ab 1915 gab es eine Notkirche. Die Michaelskapelle erlitt 1944 einen verhältnismäßig leichten Schaden durch Bomben. Das beschädigte Gebäude wurde jedoch den unterschiedlichen Witterungseinflüssen überlassen, so dass 1957 nur noch ein Abriss blieb. Der Wunsch nach einer richtigen Kirche führte schließlich 1962 zum Baubeginn der Michaelskirche, die 1965 vom Freiburger Weihbischof Karl Gnädinger geweiht wurde.

## Beschreibung
Die im Grundriss quadratische Kirche mit Außenwänden aus Sichtbeton entstand 1962–65 nach Plänen des Karlsruher Architekten Werner Groh unter Berücksichtigung der Vorgaben des Zweiten Vatikanischen Konzils. Der mit gelben Ziegeln verkleidete Innenraum ist diagonal auf den in einem Anbau an der Südwestecke platzierten Altar ausgerichtet. Die Bleiglasfenster stammen von Clara Kress.
Der Flügelaltar aus dem Jahr 1523 stammt aus der alten Michaelskapelle. Auf der Predella ist das Abendmahl Jesu dargestellt. Im Schrein stehen, vermutlich von Hans Wydiz geschnitzte, Statuetten von Maria mit dem Jesuskind und zu ihren Seiten des heiligen Wendelin und des Erzengels Michael. Die Flügel sind bemalt, der Künstler ist aber nicht bekannt.

### Glocken
Als Glockenturm dient ein Campanile, der nordöstlich des Kirchengebäudes steht. Er enthält drei Kirchenglocken aus Bronze, für zwei weitere wäre auch noch Platz.
| Glocke | Name          | Gießer                      | Gussjahr | Durchmesser | Gewicht | Schlagton |
| ------ | ------------- | --------------------------- | -------- | ----------- | ------- | --------- |
| 1      | Schutzengel   | F. Schilling, Apolda        | 1937     | 970 mm      | 527 kg  | g′-1      |
| 2      | Bruder Konrad | F. W. Schilling, Heidelberg | 1950     | 800 mm      | 301 kg  | b′+2      |
| 3      | Josef         | F. W. Schilling, Heidelberg | 1950     | 720 mm      | 212 kg  | c″-1      |

### Orgel
Die Orgel wurde 1977 von G. F. Steinmeyer & Co. gebaut. Sie hat einen Umfang von 24 Registern auf zwei Manualen und Pedal.
Disposition
| I Hauptwerk C–g30 |       |
| Prinzipal         | 8′    |
| Bifaria           | 8′    |
| Holzgedackt       | 8′    |
| Octave            | 4′    |
| Rohrflöte         | 4′    |
| Superoctave       | 2′    |
| Larigot           | 1 ⁄3′ |
| Mixtur 4f         | 1'    |
| Cornet 4f         | 4′    |
| Trompete          | 8′    |

| II Oberwerk C–g3 |        |
| Rohrgedeckt      | 8′     |
| Salicional       | 8′     |
| Spitzprästant    | 4′     |
| Quinte           | 2 ⁄3′  |
| Octavin          | 2′     |
| Terz             | 1 3⁄5′ |
| Sifflet          | 1′     |
| Cimbel 4f        | 2⁄3′   |
| Hautbois         | 8′     |
| Vox Humana       | 8′     |
| 0Tremulant       |        |

| Pedal C–f1  |     |
| Subbass     | 16′ |
| Oktavbass   | 8′  |
| Tenoroctave | 4′  |
| Posaune     | 16′ |

- Koppeln: II/I, I/P, II/P